# Desis bobmarleyi
Desis bobmarleyi — вид аранеоморфних павуків родини Desidae.

## Етимологія
Вид названо на честь ямайського співака Боба Марлі.

## Поширення

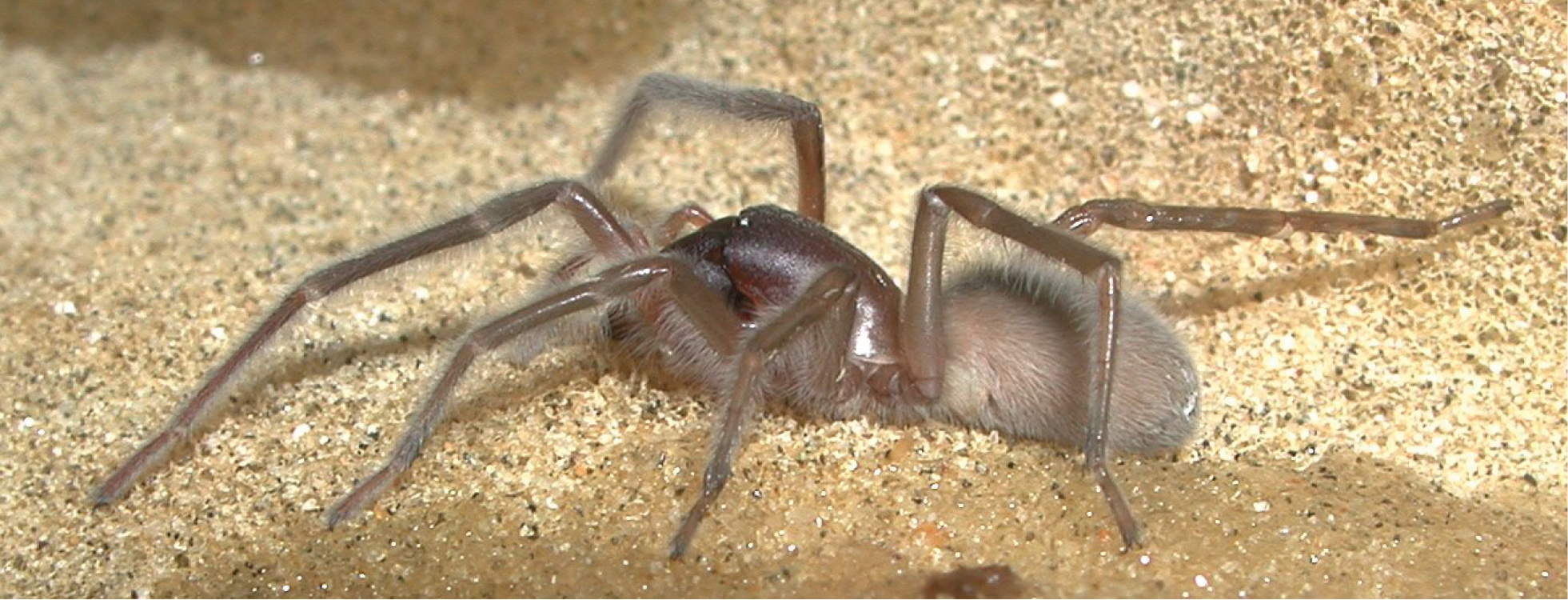
Самиця

Ендемік австралійського штату Квінсленд.

## Опис
Голотип — самець завдовжки 6 мм. Паратип — самиця завдовжки 8,8 мм.

## Спосіб життя
Живуть у припливній зоні морського узбережжя. Під час відпливу полюють на безхребетних, що залишились на березі. Під час припливу ховаються у нірках, які запечатують павутинням.